# Giuseppe Marotta (dirigente sportivo)
Giuseppe Marotta, detto Beppe (Varese, 25 marzo 1957), è un dirigente sportivo italiano, presidente del consiglio di amministrazione e amministratore delegato dell'Inter, e consigliere della Lega Nazionale Professionisti Serie A e della FIGC.

## Carriera

### Gli inizi
Diplomatosi al liceo classico Ernesto Cairoli della sua città natale, intraprende immediatamente la carriera dirigenziale: nel 1976, a soli 19 anni, è già responsabile del settore giovanile del Varese. Prosegue come direttore sportivo dei lombardi, sotto la presidenza di Guido Borghi e successivamente dell'avvocato Mario Colantuoni – quest'ultimo «uno dei miei maestri», ricorderà anni dopo –; in questo periodo, è del 1980 la sua prima, importante operazione di mercato, portando a Varese un promettente Michelangelo Rampulla.

Da destra: un giovane Marotta diesse del Varese nella stagione 1981-1982, insieme al presidente Colantuoni e all'allenatore Fascetti

Nel 1987 entra a far parte dei quadri societari del Monza, dove rimane per tre anni: qui nell'estate 1989 tratta la cessione di Pierluigi Casiraghi, prodotto del vivaio brianzolo, alla Juventus. Successivamente, nella prima metà degli anni 1990 diviene direttore generale dapprima al Como e quindi al Ravenna: in Romagna, in particolare, strappa al Torino la comproprietà di un giovane prospetto, Christian Vieri.
Dopo la parentesi ravennate, nella seconda parte del decennio ha inizio l'esperienza con il Venezia, che dura cinque anni ed è caratterizzata dapprima dal conseguimento di una promozione in Serie A (categoria da cui i lagunari mancavano da trentuno anni) al termine del campionato 1997-1998 e poi dalla salvezza nella stagione seguente, quest'ultima col tandem d'attacco Maniero-Recoba. Dal 2000 al 2002 Marotta è direttore generale dell'Atalanta, che in entrambe le stagioni supera l'allora record societario di punti conseguiti nei campionati di massima serie.

### Sampdoria (2002-2010)
Il 6 maggio 2002 si insedia come direttore generale della Sampdoria. Al termine della stagione 2002-2003, dopo aver riorganizzato la società blucerchiata, Marotta conquista la promozione in Serie A, ancora con Novellino che era già stato suo allenatore a Venezia. Dal febbraio del 2004 il dirigente ricopre, all'interno della Sampdoria, anche la carica di amministratore delegato.
In blucerchiato, nell'estate 2007 conclude la trattativa con il Real Madrid per l'arrivo a Genova di Antonio Cassano; il giocatore, pienamente recuperato dopo la fase madrilena, disputa poi un ottimo campionato riguadagnando la nazionale; stesso successo si rivela l'ingaggio di Giampaolo Pazzini dalla Fiorentina, che con la Sampdoria si riscatta dagli altalenanti anni in viola e conquista anche lui la maglia azzurra.

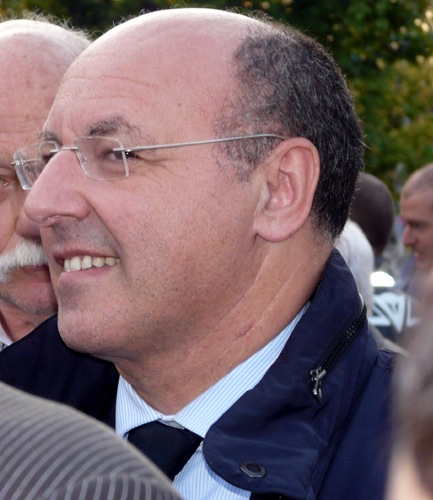
Marotta nel 2008

L'ultima stagione di Marotta a Genova, quella del 2009-2010, coincide coi migliori risultati da quindici anni a quella parte dei doriani, che raggiungono il quarto posto in classifica e la qualificazione ai preliminari di UEFA Champions League. Al termine della stessa, il 17 maggio 2010 il dirigente ufficializza le sue dimissioni dal club ligure.

### Juventus (2010-2018)
Il 1º giugno 2010 approda alla Juventus come direttore generale. Il successivo 27 ottobre entra nel consiglio di amministrazione del club e viene contestualmente nominato amministratore delegato. Tra le sue prime operazioni in bianconero c'è l'acquisto di Andrea Barzagli, colonna difensiva della squadra per il successivo decennio. Agli inizi degli anni 2010 è tra gli artefici del ritorno ai vertici della società bianconera dopo l'opaco lustro post-Calciopoli. La stagione 2011-2012, in cui Marotta porta a Torino Andrea Pirlo e Arturo Vidal, culmina nella conquista dello Scudetto – titolo che mancava nella bacheca juventina da nove anni – al termine di un campionato concluso da imbattuti: quella torinese è la terza squadra a riuscire in una simile impresa dall'istituzione del girone unico, e la seconda a farlo chiudendo anche la classifica al primo posto.
L'annata successiva fa vestire la maglia bianconera a Paul Pogba, cui segue nel 2013 l'ingaggio di Carlos Tévez. Sotto il suo mandato la Juventus si aggiudica il campionato italiano per sette stagioni consecutive – in cui spiccano il succitato Scudetto del 2011-2012 e quello del 2013-2014, quest'ultimo alla quota record di 102 punti –, superando dopo ottantadue anni i fasti della Juve del Quinquennio; nello stesso periodo il club torinese stabilisce l'ulteriore primato di quattro double nazionali consecutivi, in virtù delle altrettante affermazioni in Coppa Italia, mentre in campo europeo gioca per due volte la finale di UEFA Champions League, nel 2015 e nel 2017, perse rispettivamente contro Barcellona e Real Madrid.
Nell'estate 2016 tratta la cessione di Pogba al Manchester Utd per 105 milioni di euro – a suo dire «l'affare migliore» della carriera – e l'acquisizione di Gonzalo Higuaín dal Napoli per 90, all'epoca le due operazioni di calciomercato più onerose, rispettivamente, al mondo e in Italia; quest'ultimo un record superato due anni dopo dallo stesso Marotta, con l'acquisto di Cristiano Ronaldo dal Real Madrid per 117 milioni di euro. È questo l'ultimo atto di rilievo del suo mandato juventino: infatti dopo otto anni, nell'ottica di un profondo rinnovamento societario, nell'autunno 2018 termina la sua esperienza con il club bianconero.

### Inter (2018-)
Il 13 dicembre 2018 assume l'incarico di amministratore delegato dell'Inter per l'area sportiva, affiancando l'altro AD Alessandro Antonello dell'area corporate. Nell'estate 2019 si segnala per l'acquisto dal Manchester Utd di Romelu Lukaku per 74 milioni di euro, il più oneroso nella storia del club nerazzurro. Durante il suo mandato la squadra lombarda torna competitiva ad alti livelli dopo un decennio di appannamento. Nell'immediato, nel 2020 l'Inter raggiunge la finale di UEFA Europa League, a ventidue anni dalla precedente nell'allora Coppa UEFA (e in generale, a dieci dalla precedente finale continentale per i nerazzurri), persa contro il Siviglia; mentre l'anno seguente vince il diciannovesimo Scudetto della sua storia, a undici anni dal precedente.
Nell'estate 2021 perfeziona il trasferimento di Lukaku al Chelsea per 115 milioni di euro, facendo segnare la cessione più remunerativa di sempre per l'Inter e in assoluto per un club italiano, superando in questo caso il precedente record di Pogba. Nella stagione 2021-2022 arrivano altri due trofei, la Supercoppa italiana e la Coppa Italia. Nell'annata seguente il club nerazzurro bissa i successi in Supercoppa italiana e in Coppa Italia; inoltre i meneghini raggiungono la finale di UEFA Champions League, a tredici anni dalla precedente, venendo sconfitti dal Manchester City. Nella stagione 2023-2024 l'Inter vince la terza Supercoppa italiana consecutiva – eguagliando il record del Milan di Fabio Capello – e il ventesimo Scudetto, che vale il raggiungimento della seconda stella a cinquantotto anni dalla prima.
Il 4 giugno 2024, in seguito all'ingresso della società d'investimento statunitense Oaktree come azionista di maggioranza dell'Inter, Marotta viene nominato presidente del consiglio di amministrazione del club nerazzurro, mantenendo al contempo l'incarico di AD dell'area sportiva. Il mese seguente viene insignito della Stella d'oro al merito sportivo del CONI. Dal 3 febbraio 2025, dopo l'uscita di Antonello, diventa AD unico dell'Inter.

## Ruoli istituzionali
Dal 1995 è membro dell'Associazione Direttori Sportivi (A.DI.SE) come consigliere e, dal 10 aprile 2017, ne è il presidente. È inoltre vicepresidente del Consiglio Direttivo del Settore Tecnico della FIGC. Nel 2014 è stato inserito nella Hall of Fame del calcio italiano, nella categoria dirigente sportivo.

### LNP
- 2005: membro commissione studi diritti TV ed economici
- 1998-2002: membro commissione marketing

### ADISE (Associazione Direttori Sportivi)
- 1995-2017: consigliere
- 2017-oggi: presidente

### FIGC
- Consigliere federale LNP
- Vicepresidente del consiglio direttivo del settore tecnico

## Carriera in sintesi
- 1978-1979: Varese - Direttore settore giovanile
- 1979-1986: Varese - Direttore generale
- 1987-1990: Monza - Direttore generale
- 1990-1993: Como - Direttore generale
- 1993-1995: Ravenna - Direttore generale
- 1995-2000: Venezia - Direttore generale
- 2000-2002: Atalanta - Direttore generale
- 2002-2004: Sampdoria - Direttore generale
- 2004-2010: Sampdoria - Direttore generale e amministratore delegato
- 2010-2018: Juventus - Direttore generale e amministratore delegato dell'area sportiva
- 2018-2024: Inter - Amministratore delegato dell'area sportiva
- 2024-2025: Inter - Presidente del consiglio di amministrazione e amministratore delegato dell'area sportiva
- 2025-ad oggi: Inter - Presidente del consiglio di amministrazione e amministratore delegato unico.